# 吳詠瑢
吳詠瑢（英語：NG Wing Yung, Emily，1995年5月17日—），香港女子羽毛球運動員。畢業於北角官立小學及協恩中學。男友為郑加恒。

## 簡歷
2012年，吳詠瑢代表香港參加第五屆亞洲中學生羽毛球錦標賽，獲得女子團體季軍及女子單打季軍。同年，她有贏得全港青少年羽毛球錦標賽93-96年組女子單打冠軍及女子雙打亞軍、全港學界精英羽毛球比賽中學組女子雙打季軍和全港羽毛球錦標賽女子中級組單打冠軍。
2013年，吳詠瑢在考完文憑試後轉為全職運動員。同年10月，她代表香港參加泰國曼谷舉行的世界青年羽毛球錦標賽。
2017年9月，吳詠瑢與張德正出戰新加坡羽毛球國際系列賽，在混雙决赛以0比2（16-21、18-21）不敌印尼的安迪卡·拉馬迪安斯亞/米歇尔·克里斯廷·班达索，赢得亞軍。同年11月，她分别与袁倩瀅以及張德正出战印度羽毛球國際挑戰賽，在女双决赛以1比2（25-23、14-21、19-21）不敌赛会2号种子、队友的吳芷柔/楊雅婷，赢得亚军；而混双决赛以1比2（11-21、21-17、18-21）不敌队友的麦喜俊/楊雅婷，赢得亚军。
2018年9月，吳詠瑢與張德正出战海得拉巴羽毛球公開賽，在混双準决赛以0比2（19-21、15-21）不敌赛会头号种子、东道主的普拉纳·杰里·乔普拉/斯基·雷迪。
2021年12月，吳詠瑢與與張德正出戰2021年世界羽毛球錦標賽，在混雙首輪淘汰世界排名第二的中國混雙黃雅瓊／鄭思維。

## 主要比賽成績
只列出曾進入準決賽的國際賽事成績：
| 年份   | 賽事                     | 公開賽級別 | 項目     | 拍檔   | 成績   |
| ------ | ------------------------ | ---------- | -------- | ------ | ------ |
| 2017年 | 新加坡羽毛球國際系列賽   | 國際系列賽 | 混合雙打 | 張德正 | 亞軍   |
| 2017年 | 印度羽毛球國際挑戰賽     | 國際挑戰賽 | 女子雙打 | 袁倩瀅 | 亞軍   |
| 2017年 | 印度羽毛球國際挑戰賽     | 國際挑戰賽 | 混合雙打 | 張德正 | 亞軍   |
| 2018年 | 海得拉巴羽毛球公開賽     | 超級100賽  | 混合雙打 | 張德正 | 準決賽 |
| 2018年 | 新加坡羽毛球國際系列賽   | 國際系列賽 | 女子雙打 | 楊雅婷 | 亞軍   |
| 2018年 | 新加坡羽毛球國際系列賽   | 國際系列賽 | 混合雙打 | 張德正 | 準決賽 |
| 2018年 | 印度羽毛球國際挑戰賽     | 國際挑戰賽 | 女子雙打 | 楊雅婷 | 冠軍   |
| 2018年 | 印度羽毛球國際挑戰賽     | 國際挑戰賽 | 混合雙打 | 張德正 | 亞軍   |
| 2019年 | 亞洲羽毛球混合團體錦標賽 | 其他       | 混合團體 | －     | 季軍   |
| 2019年 | 賽義德·莫迪羽毛球國際賽  | 超級300賽  | 女子雙打 | 楊雅婷 | 準決賽 |
| 2022年 | 越南羽毛球公開賽         | 超級100賽  | 女子雙打 | 呂樂樂 | 準決賽 |
| 2023年 | 泰國羽毛球國際挑戰賽     | 國際挑戰賽 | 女子雙打 | 呂樂樂 | 亞軍   |
| 2023年 | 蒙古國羽毛球國際挑戰賽   | 國際挑戰賽 | 女子雙打 | 呂樂樂 | 冠軍   |
| 2023年 | 吉隆坡羽毛球大師賽       | 超級100賽  | 女子雙打 | 呂樂樂 | 亞軍   |

| 2007-2017年 | 首要超級賽 | 超級賽 | 黃金大獎賽 | 大獎賽 | 國際挑戰賽 | 國際系列賽 | 未來系列賽 | 其他 |

| 2018-2026年 | 總決賽 | 超級1000賽 | 超級750賽 | 超級500賽 | 超級300賽 | 超級100賽 | 國際挑戰賽 | 國際系列賽 | 未來系列賽 | 其他 |

### 奧運會和世錦賽參賽紀錄
|          | 搭檔   | 2018 | 2019 | 2021 | 2022 | 2023 |
| -------- | ------ | ---- | ---- | ---- | ---- | ---- |
| 女子雙打 | 楊雅婷 | 32強 | 48強 | 16強 | －   | －   |
| 女子雙打 | 呂樂樂 | －   | －   | －   | －   | 64強 |
|          |        |      |      |      |      |      |
| 混合雙打 | 張德正 | －   | 32強 | 16強 | 32強 | －   |